# Dětřichov u Moravské Třebové
Dětřichov u Moravské Třebové è un comune della Repubblica Ceca facente parte del distretto di Svitavy, nella regione di Pardubice.